# Alex in Wonderland
Pour plus de détails, voir Fiche technique et Distribution.
Alex in Wonderland est un film américain réalisé par Paul Mazursky, sorti en 1970.

## Synopsis
Le jeune réalisateur Alex Morrison se sent obligé de faire suivre son récent succès en salles d'une autre superproduction. Tout en réfléchissant à cette question, l'esprit du réalisateur vagabonde vers son passé, son présent et son futur probable.

## Fiche technique
- Titre : Alex in Wonderland
- Réalisation : Paul Mazursky
- Scénario : Paul Mazursky et Larry Tucker
- Photographie : László Kovács
- Costumes : Moss Mabry
- Montage : Stuart H. Pappé
- Musique : Tom O'Horgan
- Production : Anthony Ray et Larry Tucker
- Société de production : Metro-Goldwyn-Mayer
- Pays d'origine : États-Unis
- Format : Couleurs - Mono
- Genre : comédie dramatique
- Date de sortie : 1970

## Distribution
- Donald Sutherland : Alex Morrison
- Ellen Burstyn : Beth Morrison
- Meg Mazursky : Amy
- Glenna Sargent : Nancy
- Viola Spolin : Mère
- Andre Philippe : André
- Michael Lerner : Léo
- Moss Mabry : M. Wayne
- Paul Mazursky : Hal Stern
- Federico Fellini : Lui-même
- Jeanne Moreau : Elle-même
- Angelo Rossitto (non crédité) : Le premier nain avec Fellini